# Vedem
Vedem è il nome del giornale clandestino scritto in lingua ceca che i bambini scrivevano nel ghetto di Terezìn. In lingua ceca il nome significa 'Avanguardia' oppure 'Avanziamo'.

## Storia
Vedem è il giornale clandestino che i bambini e i ragazzi ebrei rinchiusi nel ghetto di Terezín, a circa sessanta chilometri da Praga, hanno scritto e pubblicato ogni settimana a partire dal 18 dicembre 1942 fino all'agosto 1944, quando furono deportati. 
A Terezín, alcune camerate erano riservate esclusivamente ai giovani. Gli autori del giornale facevano parte della baracca numero 1 del blocco L417 (l'attuale sede del Museo del Ghetto).
Nel ghetto in quegli anni era presente anche l'insegnante Valtr Eisinger, il quale era incaricato di sorvegliare i ragazzi della baracca. Eisinger diventò una guida per i ragazzi e li incoraggiò a creare un sistema di autogoverno per potersi aiutare, correggere e confrontare a vicenda. 
Il governo formato dai ragazzi della baracca prese il nome di "Repubblica di Škid". Il governo aveva il suo presidente e il suo consiglio, ma c'erano anche assemblee generali ogni settimana, dove le problematiche venivano affrontate insieme da tutti i ragazzi della baracca.
Il simbolo del governo, e anche del giornale Vedem, è il disegno di una navicella spaziale, probabilmente ispirata a Jules Verne, che sorvola un libro ed è diretta verso una stella.
L'inno della Repubblica di Škid era composto da tre strofe ed era cantato sulla melodia del Canto dei Lavoratori:
"Jaká bouře, jaká sláva
na jedničce jásá lid
ožila tam samospráva
žije republika Škid.
Nám je každý člověk bratrem
ať je křesťan nebo žid
my jdem svorně pod prapory
chlapců republiky Škid
My se nikomu nedáme
kdo by nás chtěl urazit
pracovat my přísaháme
pro čest republiky Škid." 
"Che tempesta, che gloria
le persone esultano per il numero uno
l'autogoverno prese vita lì
viva la Repubblica di Škid.
Ogni persona è un fratello per noi
se è cristiano o ebreo
andiamo insieme sotto le bandiere
ragazzi della Repubblica di Škid
Non cederemo a nessuno
chi vorrebbe offenderci
al lavoro lo giuriamo
per l'onore della Repubblica di Škid."
Il governo creato dai ragazzi ha permesso a molti di loro di crescere nonostante Terezín. L'idea alla base dell'autogestione è riassunta da un frammento di uno scritto del direttore di Vedem, Petr Ginz:
“Ci hanno strappati dal terreno fertile del lavoro, della gioia, della cultura che doveva nutrire la nostra gioventù. Lo fanno con un solo scopo: distruggerci non fisicamente, ma spiritualmente e moralmente. Otterranno il loro scopo? Mai! Privati delle nostre vecchie fonti di cultura, ne creeremo di nuove. Separati dalle nostre vecchie sorgenti di gioia, creeremo per noi una gioiosamente radiante vita nuova.”
Inoltre, senza l'autogestione del governo dei ragazzi sarebbe stato molto difficile produrre il Vedem.
Sono molti i ragazzi che hanno contribuito alla realizzazione di Vedem. Per una questione di sicurezza, firmavano gli articoli con uno pseudonimo, o con alcune sigle; il direttore Petr Ginz si firmava come "-nz-" oppure "ca-nz", Jiří Bruml era "Abcess", Zdeněk Ornest si firmava "Orče", Hanuš Hachenburg era "Ha-"; a volte i ragazzi si firmavano come "Accademia". 
Il direttore di Vedem era l'allora quattordicenne Petr Ginz. 
Oltre ad aver diretto il giornale, Petr Ginz ha scritto numerosi articoli e ha contribuito a creare altri contenuti del giornale. 
Di Petr Ginz è diventato famoso il disegno ispirato a Jules Verne (del quale Petr Ginz era un grande ammiratore) della Terra vista dalla Luna; nel 2003 il disegno fu portato nello spazio dall’astronauta israeliano Ilan Ramon, in un volo dello Space Shuttle Columbia. 
I ragazzi della baracca avevano un’età compresa tra i quattordici e i quindici anni e scrivevano il giornale tutte le settimane, facendo attenzione a non farsi scoprire dalle guardie del campo. Ovviamente era molto difficile procurarsi il materiale per produrre il giornale e quindi Vedem veniva prodotto in un’unica copia e poi letto ad alta voce, di notte.
Il giornale si componeva di articoli riguardanti la vita nel campo, di riflessioni sulla vita nel dormitorio, gli eventi culturali e le esperienze e avventure collettive. Vedem era diventato per molti dei ragazzi l’unico modo per resistere, lottare e testimoniare la voglia di vita nonostante la brutalità che circondava le loro esistenze. C'era una sezione intitolata "Percorsi per Terezin" che riportava e descriveva i vari luoghi e le istituzioni all'interno del ghetto dal punto di vista dei ragazzi e dei bambini, donando così uno spaccato unico e illuminante delle circostanze nel ghetto. Inoltre, all'interno del giornale, si potevano trovare anche racconti, poesie, disegni e recensioni di libri e spettacoli. Uno degli spettacoli più famosi raccontati nel giornale è l'operetta per bambini Brundibár,  messa in scena ben cinquantacinque volte, che rappresentava la condizione del campo; l'operetta venne composta da Hans Krása, prigioniero anch'egli nel campo e poi assassinato ad Auschwitz nell'ottobre del 1944. 
Oggi questi scritti sono le ultime testimonianze di molti di quei ragazzi che sono morti pochi mesi dopo nelle camere a gas.
Circa ottocento pagine originali del giornale sono sopravvissute alla guerra e molte di queste sono conservate nel Memoriale di Terezín e nel museo Yad Vashem di Gerusalemme. Nel 2012 i testi di Vedem sono stati tradotti in inglese e raccolti nel volume We Are Children Just the Same: Vedem, the Secret Magazine by the Boys of Terezin.
Il lavoro dei ragazzi della redazione di Vedem ha ispirato anche altri nel ghetto di Terezín a scrivere un giornale. Si possono ricordare:
- Bonako: sei numeri da gennaio 1944 a giugno 1944
- Domov: otto numeri e due speciali dal 22 dicembre 1943 al 2 maggio 1944
- Kamarad: ventidue numeri dal 29 ottobre 1943 al 15 settembre 1944
- Noviny: nove numeri e tre speciali da febbraio 1944 ad aprile 1944
- Rim Rim Rim: ventuno numeri e tre speciali, per un totale di circa duecento pagine, dal 25 febbraio 1944 al 24 agosto 1944

## Contenuti
I contenuti includono racconti, testi teatrali, canzoni, recensioni e disegni fatti a mano.
Per esempio si possono ricordare alcuni scritti come Polární, una canzone scritta da Petr Ginz che descrive un paesaggio polare, oppure anche la storiella allitterante scritta da Jiří Kurt Kotouč dal titolo Zločin zrzavého Zana.
Un'opera in particolare ha riscosso molta approvazione quando le pagine di Vedem sono state ritrovate. Si tratta di un testo teatrale di Hanuš Hachenburg. Il titolo è Hledame strasidlo, tradotto in italiano come Cercando un fantasma.

### Hledame strasidlo
All'età di tredici anni, mentre era internato nel ghetto di Terezín, Hanuš Hachenburg (assassinato a Birkenau nel luglio 1944) scrive un testo teatrale per burattini dal titolo Hledame strasidlo (Cercando un fantasma). Il pezzo è una riscrittura grottesca del nazismo, ed è accompagnato da poesie e disegni degli altri giovani autori di Terezín.
Il testo parla di un regno immaginario, dove il re vuole assolutamente che tutti i sudditi la pensino come lui. Per spaventare il popolo, il re tiranno decide di creare un Fantasma di Stato. Viene costituita una squadra speciale con il compito di arrestare tutte le persone con più di sessanta anni per prendere le loro ossa con le quali poi verrà costruito il Fantasma. Ben presto i centri di raccolta pullulano di anziani e anche Honza, il protagonista, consegna suo nonno per il bene della Nazione.
Il testo è stato presentato per la prima volta su Vedem ed è stato messo in scena a teatro da Claire Audhuy con il collettivo Rodéo d'Âme, nello spettacolo intitolato Eldorado Terezin, nel 2017. Questo pezzo ha ricevuto anche l'approvazione della Fondazione per la Memoria della Shoah. 